# Alberto Downey
Alberto Downey V. (2 de outubro de 1890, data de morte desconhecida) foi um ciclista chileno que participou de dois eventos nos Jogos Olímpicos de Estocolmo 1912.